# Jinja2
Jinja2 − silnik szablonów dla języka programowania Python pozwalający na separację logiki aplikacji (Python) od jej warstwy prezentacyjnej (HTML). Oprogramowanie o otwartym kodzie źródłowym, udostępnianym na zasadach licencji BSD. Twórcą rozwiązania jest Armin Ronacher oraz współautorzy. Istnieje również inna implementacja tj. Twig dla języka PHP oraz JavaScript.
Cechy szablonów Jinja2:
- Pełne wsparcie dla Unicode.
- Automatyczne przeciwdziałanie XSS w znacznikach modyfikacji HTML.
- Możliwość wykonywania kodu w piaskownicy.
- Możliwość tworzenia własnych znaczników, filtrów, testów i zmiennych globalnych.
- Dziedziczenie szablonów.
- Łatwe do debugowania.

Zasada działania Jinja2 polega na umieszczaniu w plikach źródłowych (np. z rozszerzeniem .html) znaczników, które następnie są zastępowane generowaną przez aplikację treścią. System umożliwia stosowanie struktur kontrolnych (testów (if), pętli (for), itp.).
Jinja2, podobnie jak Smarty, wyposażony jest w łatwy w użyciu system filtrów podobny w działaniu do potoku w systemach Unix.

## Przykład
Poniżej przedstawiono przykład kodu źródłowego Pythona 3 z zastosowaniem szablonu Jinja2.
```
from
 
jinja2
 
import
 
Template

szablon
 
=
 
Template
(
u
'''
\

<!DOCTYPE html>

<html>

  <head>

    <title>{{zmienna|escape }}</title>

  </head>

  <body>

  {
% f
or element in tablica %}

    {{element }}{
% i
f not loop.last %},{
% e
ndif %}

  {
% e
ndfor %}

  </body>

</html>

'''
)

print
(
szablon
.
render
(

    
zmienna
 
=
 
'Wartość ze znacznikiem <unsafe>'
,

    
tablica
 
=
 
[
1
,
 
2
,
 
3
,
 
4
,
 
5
,
 
6
]

))

```

Powyższy kod spowoduje wyświetlenie poniższego kodu HTML:
```
<!DOCTYPE html>

<
html
>

  
<
head
>

    
<
title
>
Wartość ze znacznikiem 
&lt;
unsafe
&gt;
</
title
>

  
</
head
>

  
<
body
>

    1,
    2,
    3,
    4,
    5,
    6
  
</
body
>

</
html
>

```